# Stanisław Jugendfein
Stanisław Ferdynand Jugendfein (ur. 26 stycznia 1896 w Krośnie, zm. 1940 w ZSRR) – polski inżynier mechanik, kapitan rezerwy łączności Wojska Polskiego, ofiara zbrodni katyńskiej.

## Życiorys
Urodził się 26 stycznia 1896 w Krośnie. Był synem Jana Kantego Jugendfeina (adwokat, polityk, burmistrz Krosna) i Klotyldy. W 1913 zdał egzamin dojrzałości w C. K. Szkole Realnej w Krośnie. Podjął studia techniczne na politechnice. Przed 1914 należał do Związku Strzeleckiego.
Podczas I wojny światowej był żołnierzem Legionów Polskich. Służył w I baterii artylerii 2 pułku piechoty w składzie II Brygady. W 1917 pełnił funkcję adiutanta płk. Władysława Sikorskiego. Po usiłowaniu przejścia frontu przez legionistów podczas bitwy pod Rarańczą w połowie lutego 1918 został aresztowany i był internowany w obozach Huszt i Talaborfalva. W legionach służył w stopniu podchorążego.
Po odzyskaniu przez Polskę niepodległości został przyjęty do Wojska Polskiego w listopadzie 1918. Uczestniczył w wojnie polsko-ukraińskiej, w trakcie obrony Lwowa i w walkach na obszarze Małopolski Wschodniej. W styczniu 1919 był chorążym w sztabie płk. Henryka Minkiewicza. Brał udział w wojnie polsko-bolszewickiej w walkach na Froncie Południowym. Był wówczas dowódcą kompanii telegraficznej w Grupie Jazdy. Został awansowany do stopnia kapitana ze starszeństwem z dniem 1 czerwca 1919 w korpusie oficerów rezerwowych łączności. W 1923, 1924 był oficerem rezerwowym 3 pułku łączności w Grudziądzu. W 1934 był oficerem rezerwowym 5 batalionu telegraficznego w Krakowie i pozostawał wówczas w ewidencji Powiatowej Komendy Uzupełnień Królewska Huta.
Ukończył studia na politechnice uzyskując tytuł inżyniera mechanika. W maju 1935 został kierownikiem zakładów przetwórczych w Chorzowie w strukturze koncernu „Wspólnota Interesów”. Przed 1937 był dyrektorem warsztatów „Wspólnoty Interesów” w Chorzowie. Wraz ze zniesieniem nadzoru sądowego w spółkach koncernu „Wspólnoty Interesów” w styczniu 1937 w charakterze dyrektora wzgl. kierownika wydziału został mianowany jednym z prokurentów w strukturze tych spółek. W 1936 był zaangażowany przy działaniu Huty „Piłsudski” w Królewskiej Hucie i huty „Zgoda” w Świętochłowicach-Zgodzie. Należał do Polskiego Stowarzyszenia Inżynierów i Techników Województwa Śląskiego, był członkiem zarządu koła chorzowskiego, a od 1938 członkiem koła katowickiego. Do 1939 był inżynierem w Katowicach, przypisany do ulicy Zamkowej 17.
Po wybuchu II wojny światowej 1939 uczestniczył w kampanii wrześniowej w stopniu kapitana w szeregach 5 batalionu telegraficznego. W tym samym roku podjął pracę na Politechnice Lwowskiej. Po agresji ZSRR na Polskę z 17 września 1939 i nastaniu okupacji sowieckiej został aresztowany przez funkcjonariuszy NKWD 9/10 października 1939. Był osadzony w więzieniach Brygidki i na Zamarstynowie
Prawdopodobnie na wiosnę 1940 został zamordowany przez NKWD w Kijowie na obszarze okupowanym przez Sowietów. Jego nazwisko znalazło się na tzw. Ukraińskiej Liście Katyńskiej opublikowanej w 1994 (został wymieniony na liście wywózkowej 55/4-20 oznaczony numerem 3366, dosłownie określony jako Jugendfajn). Ofiary tej części zbrodni katyńskiej zostały pochowane na otwartym w 2012 Polskim Cmentarzu Wojennym w Kijowie-Bykowni.

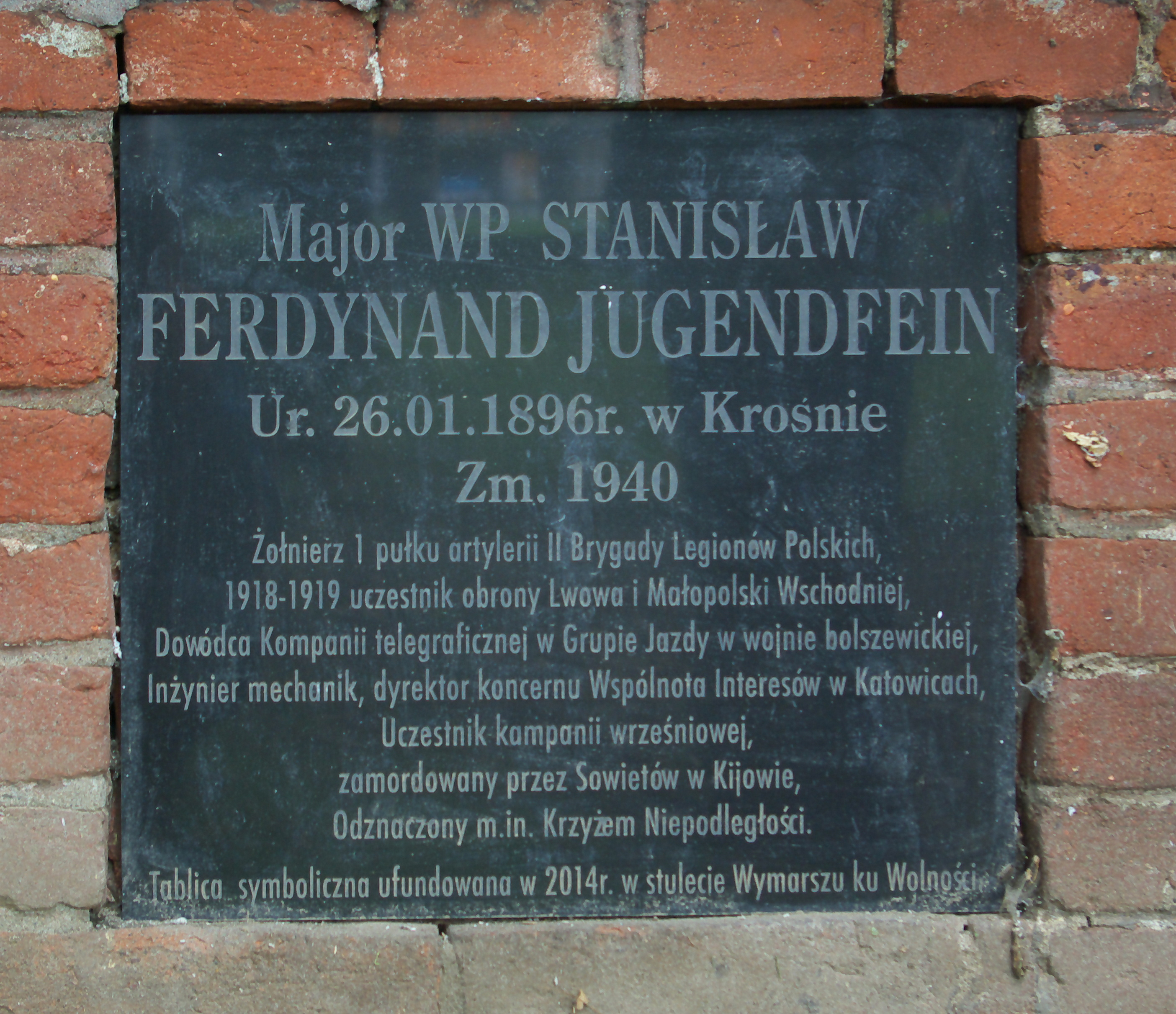
Tablica upamiętniająca na grobowcu rodzinnym

## Upamiętnienie
Nazwisko Stanisława Jugendfeina znalazło się wśród zbiorowo upamiętnionych mieszkańców Krosna i okolic pomordowanych w ramach zbrodni katyńskiej, umieszczonych na tablicy pamiątkowej, odsłoniętej 17 września 2012 w bazylice kolegiackiej Świętej Trójcy w Krośnie.
Tablica z inskrypcją upamiętniającą Stanisława Jugendfeina została ustanowiona na nagrobku jego ojca na Starym Cmentarzu w Krośnie w 2014 w Stulecie Wymarszu ku Wolności.

## Ordery i odznaczenia
- Krzyż Niepodległości[3]
- Krzyż Walecznych[7][8]